# Bernthsen-Reaktion
Die Bernthsen-Reaktion oder auch Bernthsen-Acridin-Synthese ist eine Namensreaktion der organischen Chemie. Sie wurde zum ersten Mal im Jahr 1878 von August Bernthsen (1855–1931) veröffentlicht. Es handelt sich um eine der ersten Acridin-Synthesen durch Erwärmung von Diphenylaminen mit Benzonitril. Dies ist jedoch eine veraltete Variante dieser Reaktion. Heute nutzt man statt des Benzonitril bevorzugt eine Carbonsäure und Zinkchlorid.
Die so erzeugten Acridine können in Chinoline weiter verarbeitet werden.

Übersicht der Bernthsen-Reaktion, R bezeichnet ein Wasserstoffatom, eine Alkyl- oder Arylgruppe.

## Mechanismus
Im Folgenden ist ein Mechanismus beschrieben, wie er für diese Reaktion postuliert wird:

Mechanismus der Bernthsen-Reaktion, R bezeichnet ein Wasserstoffatom, eine Alkyl- oder Arylgruppe

Zunächst versetzt man Carbonsäure 1 mit Zinkchlorid, wodurch sich unter Abspaltung von Zinkoxid und Wasser ein Carbonsäurechlorid 2 bildet (aus Gründen der Stöchiometrie müssen zwei Moleküle der Carbonsäure auf ein Teilchen Zinkchlorid kommen). Dieses Carbonsäurechlorid reagiert mit Diphenylamin 3 in einer Friedel-Crafts-Acylierung über die Zwischenstufe 4 zum Keton 5. Zinkchlorid polarisiert die Carbonylgruppe des Ketons unter Ausbildung des Zwischenzustands 6 – hier angedeutet durch die gestrichelte Linie. Eine intramolekulare elektrophile Substitution führt dann über das Intermediat 7 zu dem tricyclischen Alkohol 8. Mit Chlorwasserstoff wird das Stickstoffatom in 8  protoniert, wodurch sich das Salz 9 bildet. Die stufenweise Eliminierung von Chlorwasserstoff und Wasser führt zur Bildung des substituierte Acridins 10.

### Recycling
Aus dem in der Reaktion anfallenden Zinkoxid und Chlorwasserstoff kann Zinkchlorid zurückgewonnen werden:
{\displaystyle \mathrm {HCl+ZnO\ {\xrightarrow {\triangle }}\ ZnCl_{2}+H_{2}O} }